# John Charles Francis Holland
John Charles Francis Holland, britanski general, * 1897, † 1965.